# Opowieści żołnierza
Opowieści żołnierza (ang. A Soldier's Story) – amerykański dramat wojenny w reżyserii Normana Jewisona na podstawie sztuki Charlesa Fullera. Film został nominowany w 1984 do Nagrody Akademii Filmowej za Najlepszy Film.

## Obsada
- Howard E. Rollins Jr. jako kapitan Davenport
- Adolph Caesar jako sierżant Waters
- Art Evans jako szeregowy Wilkie
- David Alan Grier jako kapral Cobb
- David Harris jako szeregowy Smalls
- Dennis Lipscomb jako kapitan Taylor
- Larry Riley jako C.J. Memphis
- Robert Townsend jako kapral Ellis
- Denzel Washington jako st. szeregowy Peterson
- William Allen Young jako szeregowy Henson
- John Hancock jako sierżant Washington
- Patti LaBelle jako Big Mary
- Trey Wilson jako pułkownik Nivens
- Wings Hauser jako porucznik Byrd

## Fabuła
Akcja filmu rozgrywa się w amerykańskiej bazie wojskowej u schyłku II wojny światowej. Kapitan Davenport, czarnoskóry prawnik armii Stanów Zjednoczonych, wysłany zostaje do fortu Neal w Luizjanie, by zbadać okoliczności śmierci sierżanta Watersa. Na miejscu dowiaduje się, że sierżant był sadystą, który służył białym.